# بارزة جبهية
البارزة الجبهية (بالإنجليزية: Frontal eminence)‏